# OWV
OWV(Our only Way to get Victory)는 일본의 음악 그룹이다. 2020년 싱글 [Uba Uba]로 데뷔했다.

## 방송
- PRODUCE 101 JAPAN (2019)